# アモルフィス

バンド ロゴ

アモルフィス（英語: amorphis）は、フィンランド出身のヘヴィメタル・バンド。
当初はメロディックデスメタルを演奏していたが、次第にフィンランドの民族音楽を取り入れ、哀愁溢れる独特のヘヴィメタルを完成させる。その特異性ゆえ一般的なヘヴィメタルのリスナーには長らく敬遠されてきた感があるが、2006年に発売されたアルバム『エクリプス』はヘヴィメタルの要素と民族的な旋律が高い次元で融合を果たし、高い評価を受けた。

## 略歴

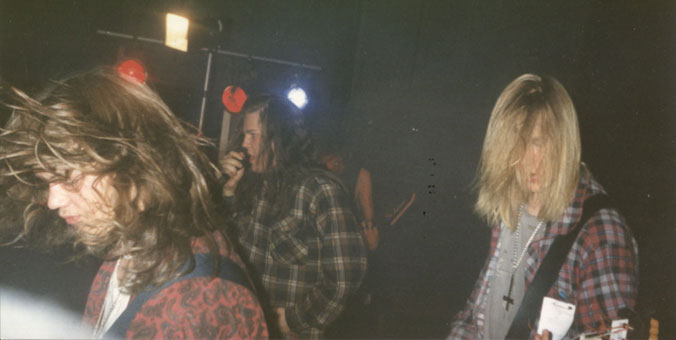
デビュー当時 (1992年)

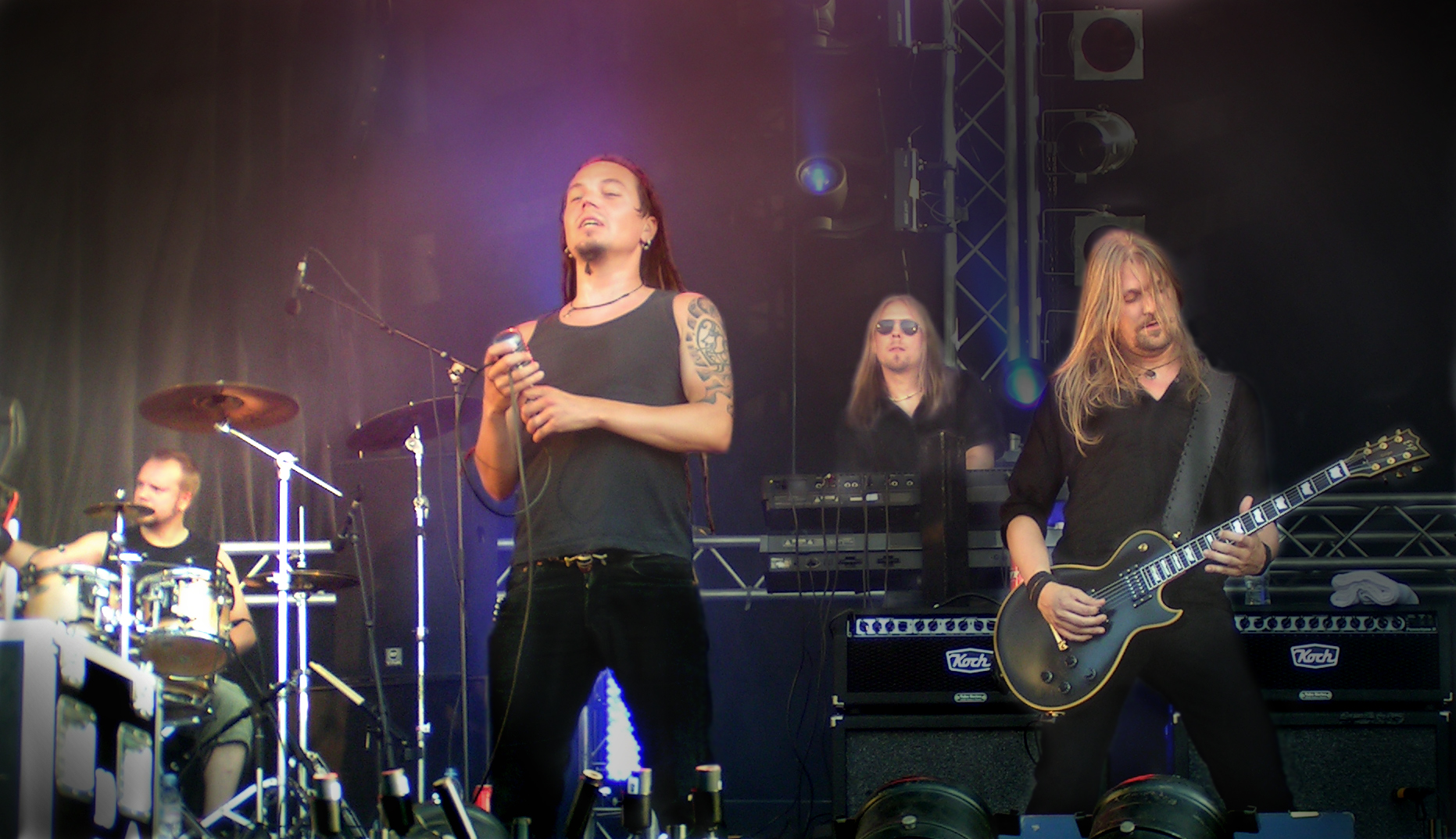
トミ・ヨーツセン(Vo)加入時期 (2006年)

1990年にフィンランドでエサ・ホロパイネン(Lead G)とヤン・レックベルガー(Ds)が中心となってバンドを結成。その後トミ・コイヴサーリ (Vo, Rhythm G)とオッリ＝ペッカ・ライネ (B)が加入。1992年5月、1stアルバム『THE KARELIAN ISTHMUS』をリリースしデビューした。1994年2ndアルバム『TALES FROM THE THOUSAND LAKES』をリリース。フィンランドの叙事詩カレワラに基づいたコンセプトアルバムであった。
1996年、クリーンボーカル担当のパシ・コスキネンが加入し3rdアルバム『ELEGY』をリリースする。同年12月には初来日を果たす。1999年リリースの4thアルバム『TUONELA』から徐々にデス色が薄まりゴシックメタル指向になる。2001年5thアルバム『AM UNIVERSUM』をリリース。このアルバムの1曲目の「Alone」はシングルカットされ、フィンランドのナショナルチャートで3週連続1位を獲得する。2003年6thアルバム『FAR FROM THE SUN』をリリース。このアルバムを最後にパシ・コスキネン(Vo)が脱退した。そのため、バンドはしばらく活動を休止する。
専任ヴォーカリストに元SINISTHRAのトミ・ヨーツセンが加入し、2006年7thアルバム『ECLIPSE』をリリース。前作までデスヴォイスを封印していたが、新ヴォーカルの加入によりデスヴォイスが復活した。シングルカットされた「House Of Sleep」はフィンランドで初登場1位を記録した。2007年8thアルバム『SILENT WATERS』リリース。同年10月にLoud Park 07に参戦し、再来日を果たす。
2009年5月、9thアルバム『SKYFORGER』リリース。
2011年5月、10thアルバム『THE BEGINNING OF TIMES』をリリース。また、同年6月には、チルドレン・オブ・ボドムとのカップリング・ツアーで来日。翌2012年には単独の来日公演を行った。
2013年4月、11thアルバム『CIRCLE』をリリース。同年、『LOUD PARK 13』出演にて来日。翌2014年にも来日し、日本のフィンランド・ロックフェス『FINLAND FEST 14』に出演。
2015年4月、12thアルバム『Under the Red Cloud』をリリース。翌2016年、『LOUD PARK 16』出演にて来日。
2017年4月、ニクラス・エテレヴォリがマネージャーに対する不信感を理由としてバンドを脱退し、初期メンバーのオッリ＝ペッカ・ライネがサポート協力で復帰。短期間ライヴサポートを務めた後、ライネが正式メンバーとして復帰した。
2018年5月、13thアルバム『Queen of Time』をリリース、翌6月に来日公演を開催。

## メンバー

### 現メンバー
- トミ・ヨーツセン (Tomi Joutsen) - ボーカル/アコースティック・ギター (2005- )
- エサ・ホロパイネン (Esa Holopainen) - リードギター (1990- )
- トミ・コイヴサーリ (Tomi Koivusaari) - リズムギター (1990- )、ボーカル (1990-1998)
- オッリ＝ペッカ・ライネ (Olli-Pekka Laine) - ベース (1990-2000, 2017- )
2017年のニクラス・エテレヴォリ脱退後、サポートメンバーとなり、その後正式メンバーとして復帰。
- ヤン・レックベルガー (Jan Rechberger) - ドラムス (1990-1996, 2002- )
- サンテリ・カッリオ (Santeri Kallio) - キーボード (1998- )

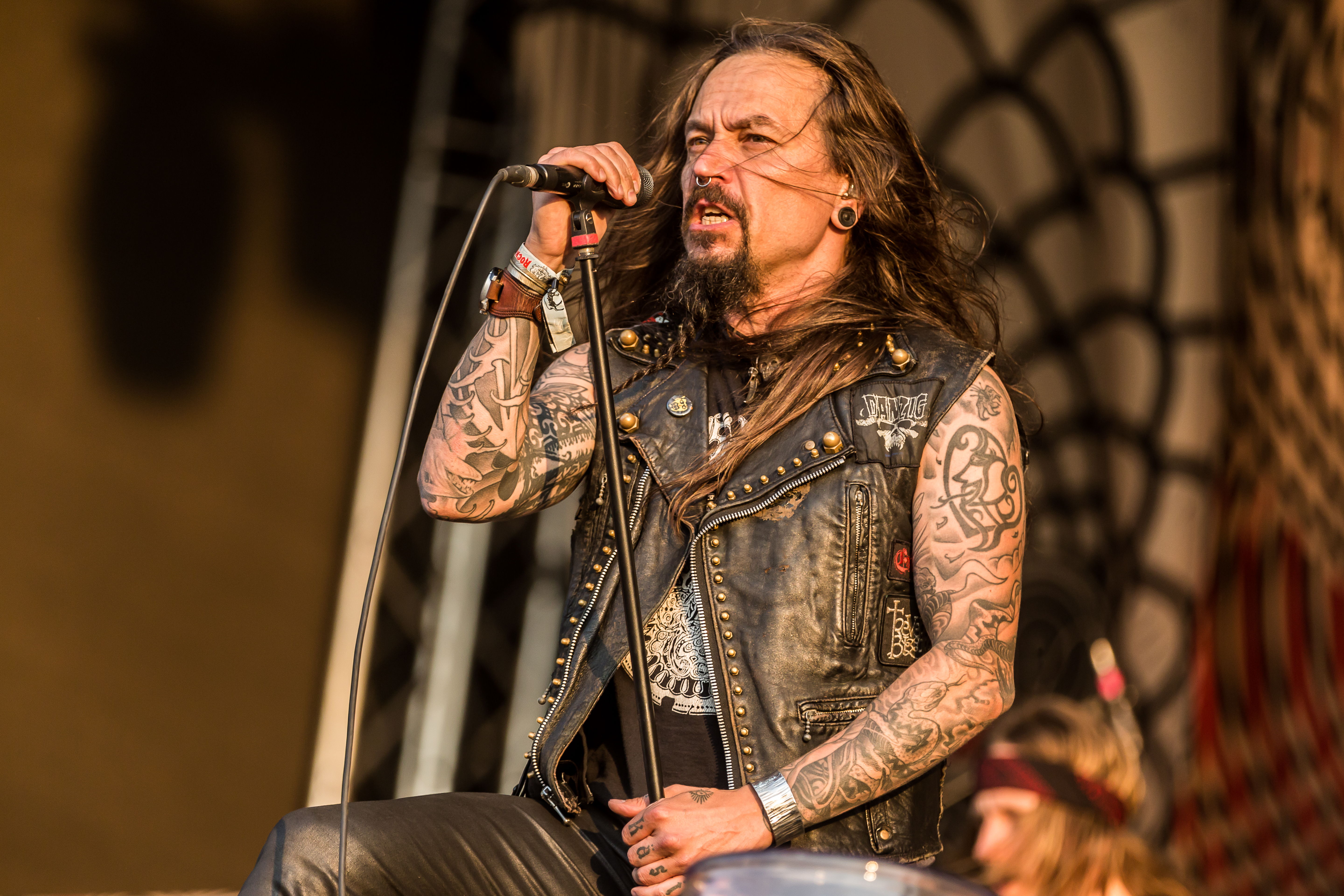
トミ・ヨーツセン(Vo) 2018年
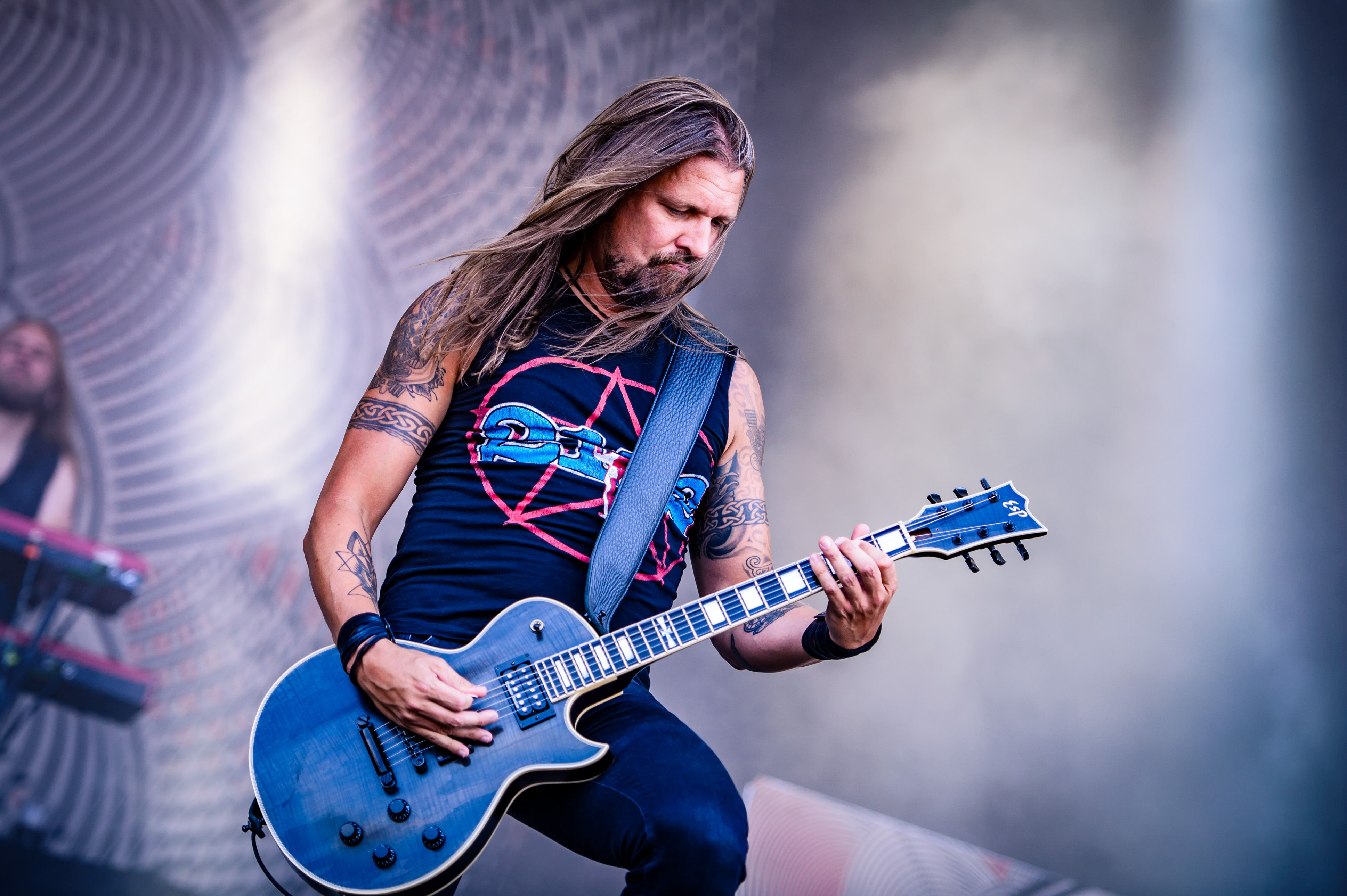
エサ・ホロパイネン(G) 2018年
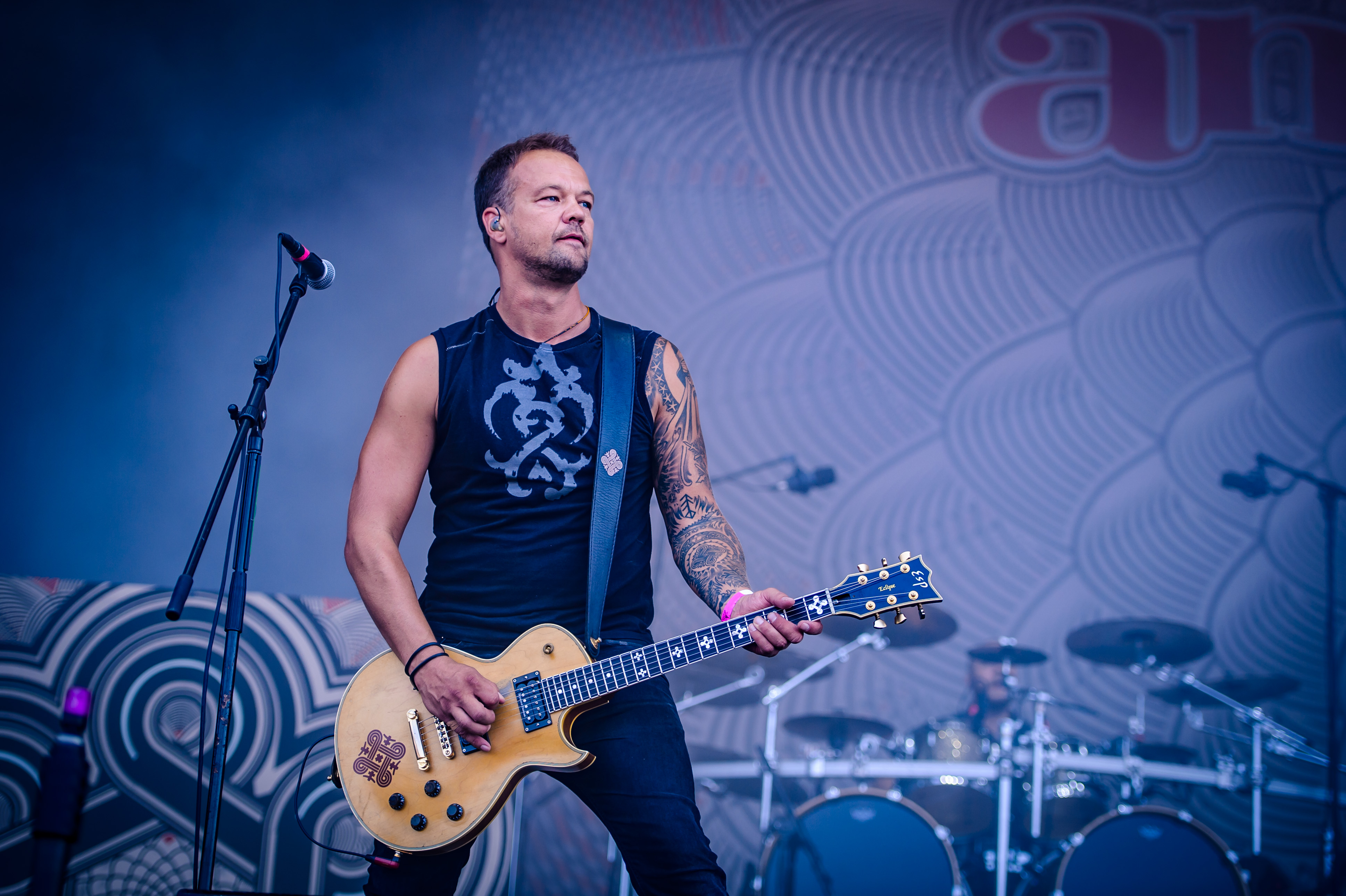
トミ・コイヴサーリ(G) 2018年
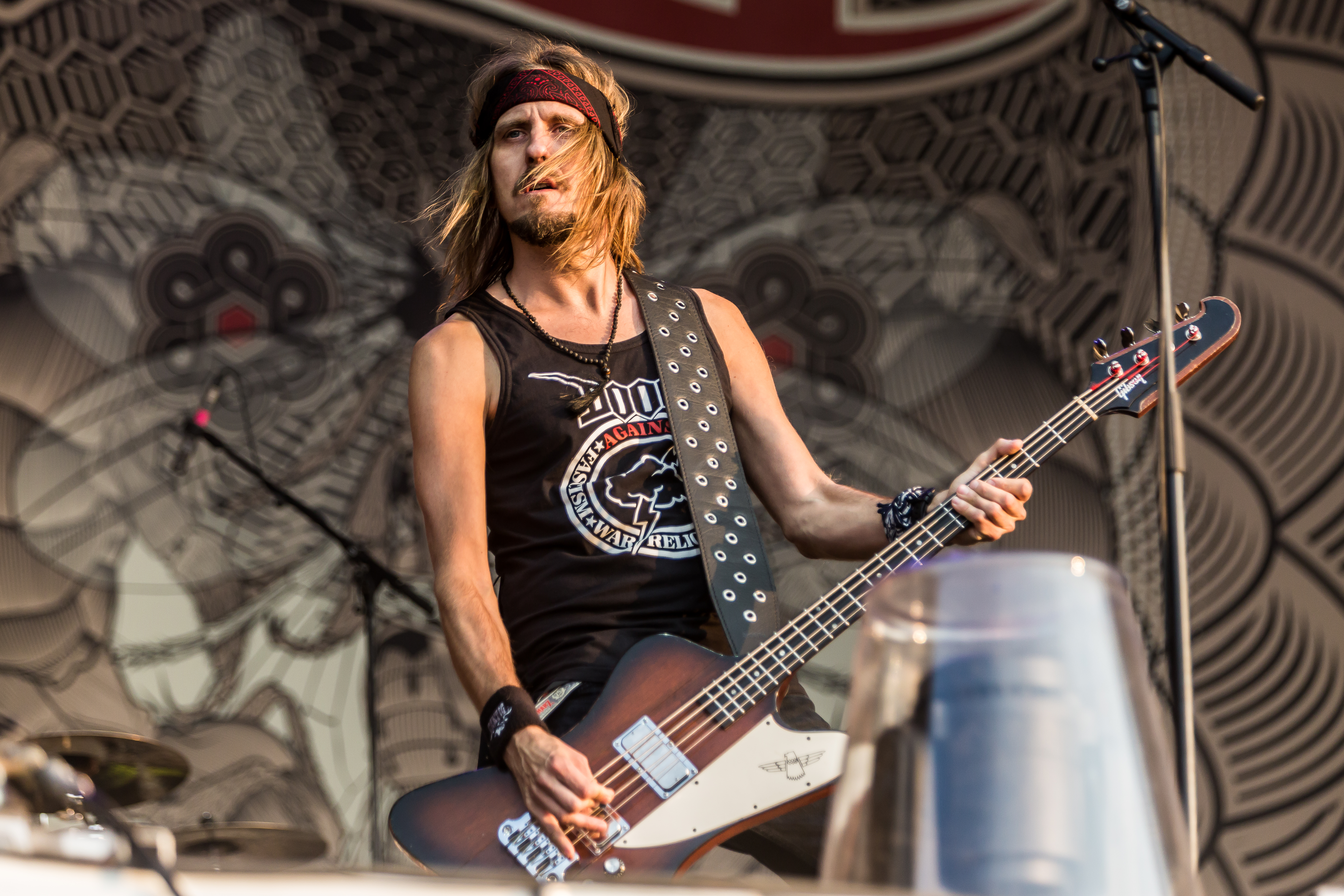
オッリ＝ペッカ・ライネ(B) 2018年
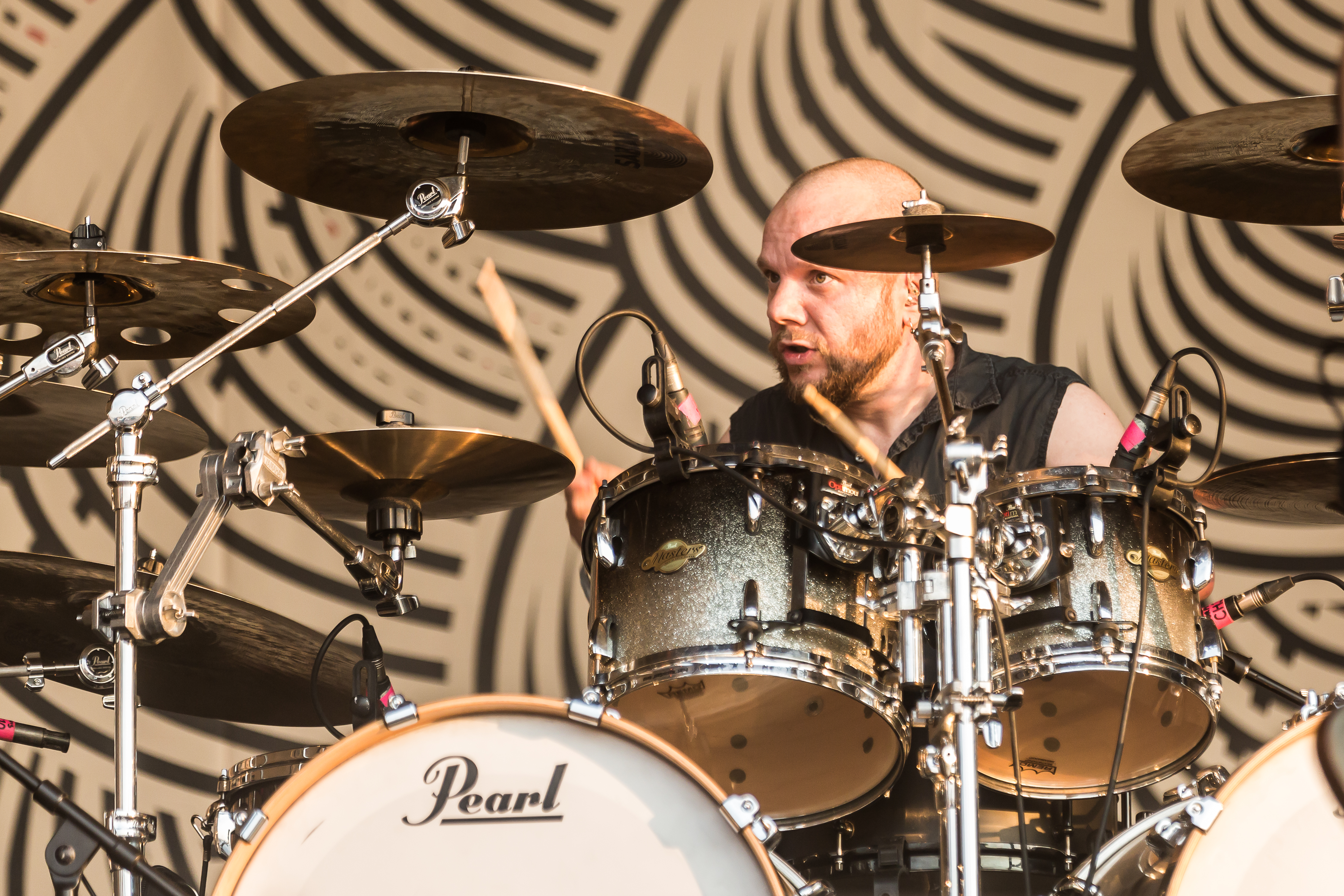
ヤン・レックベルガー(Ds) 2018年
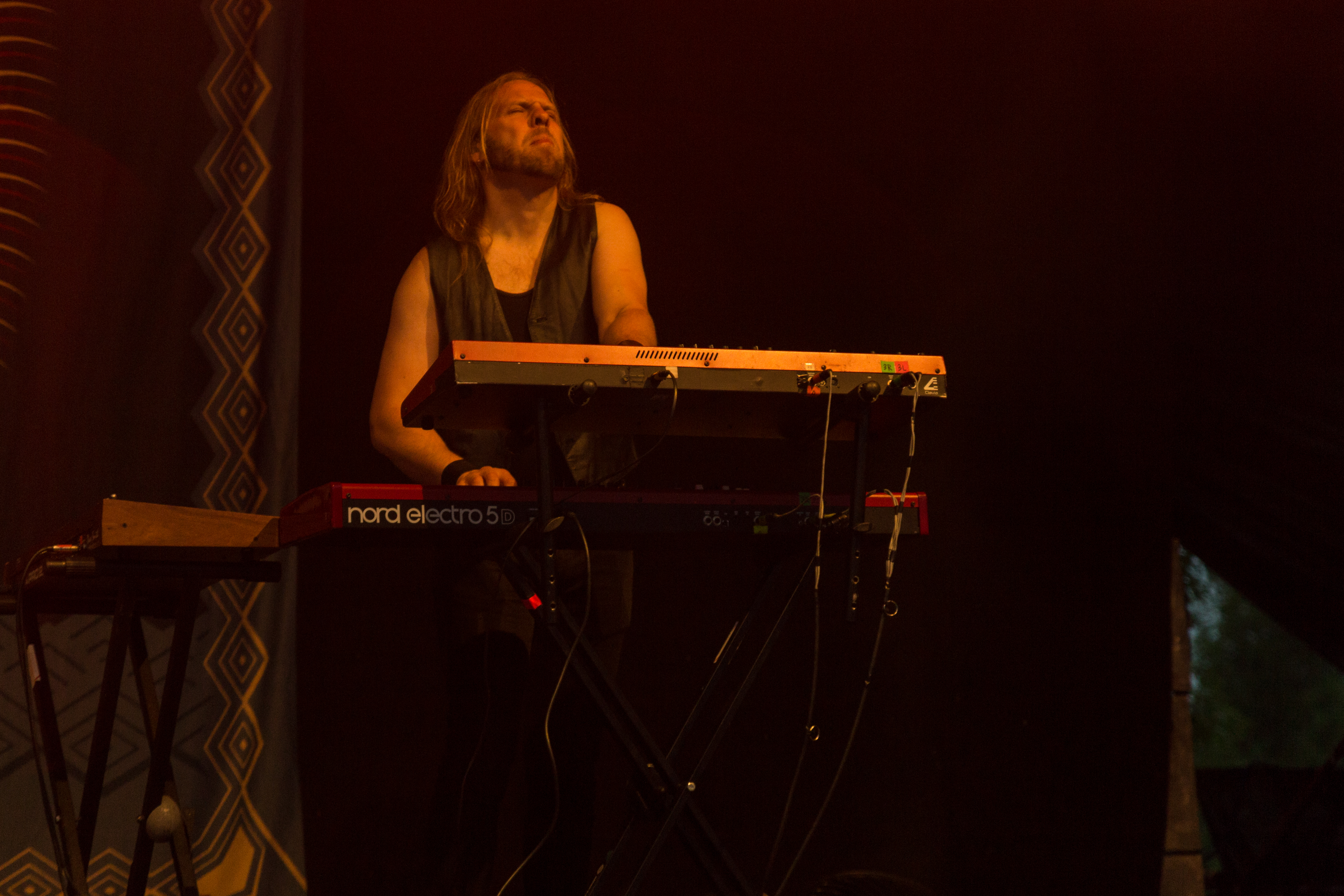
サンテリ・カッリオ(Key) 2017年

### 旧メンバー
- パシ・コスキネン (Pasi Koskinen) - ボーカル (1998-2004)
- ニクラス・エテレヴォリ (Niclas Etelävuori) - ベース (2000-2017)
- カスパー・モールテンソン (Kasper Mårtenson) - キーボード (1993-1996)
- キム・ランタラ (Kim Rantala) - キーボード (1996-1998)
- ペッカ・カサリ (Pekka Kasari) - ドラムス (1996-2002)

### サポートメンバー
- オッリ＝ペッカ・ライネ (Olli-Pekka Laine) - ベース (2017)
元正式メンバー。2017年のニクラス・エテレヴォリ脱退後、サポートメンバーとしてライヴに参加する。その後、正式メンバーとして復帰した。

## ディスコグラフィ

### オリジナル・フル・アルバム
- カレリアン・イスムス - The Karelian Isthmus（1992年）
- テイルズ・フロム・ザ・サウザンド・レイクス - Tales From the Thousand Lakes（1994年）
- エレジー - Elegy（1996年）
- トゥオネラ - Tuonela（1999年）
- アム・ユニヴァーサム - Am Universum（2001年）
- ファー・フロム・ザ・サン - Far from the Sun（2003年）
- エクリプス - Eclipse（2006年）
- サイレント・ウォーターズ - Silent Waters（2007年）
- スカイフォージャー - Skyforger（2009年）
- ザ・ビギニング・オブ・タイムズ - The Beginning of Times（2011年）
- サークル - Circle（2013年）
- アンダー・ザ・レッド・クラウド - Under the Red Cloud（2015年）
- クイーン・オブ・タイム - Queen of Time（2018年）
- ヘイロー - HALO（2022年）
- ボーダーランド - Borderland（2025年）

### EP
- Privilege of Evil（1991年）

### セルフカバー・アルバム
- マジック・アンド・メイヘム-テイルズ・フロム・ジ・アーリー・イヤーズ - Magic & Mayhem - Tales from the Early Years（2010年）

### ベスト・アルバム
- チャプターズ - Chapters（2003年）
- ヒズ・ストーリー〜ベスト・オブ - His Story - Best Of（2016年）

## 日本公演
- 1996年
- 2007年 LOUD PARK 07
- 2011年 チルドレン・オブ・ボドムとのカップリング・ツアー
- 2012年
- 2013年 LOUD PARK 13
- 2014年 FINLAND FEST 14
- 2016年
- 2016年 LOUD PARK 16
- 2018年
- 2023年